# Market Rasen
Market Rasen – miasto w Anglii, w hrabstwie Lincolnshire, w dystrykcie West Lindsey. Leży 22 km na północny wschód od Lincoln i 210 km na północ od Londynu. Miasto liczy 3230 mieszkańców.